# Pierre-de-Bresse
Pierre-de-Bresse è un comune francese di 2 020 abitanti situato nel dipartimento della Saona e Loira nella regione della Borgogna-Franca Contea.

## Società

### Evoluzione demografica
Abitanti censiti